# Zuckerfabrik Nathusius

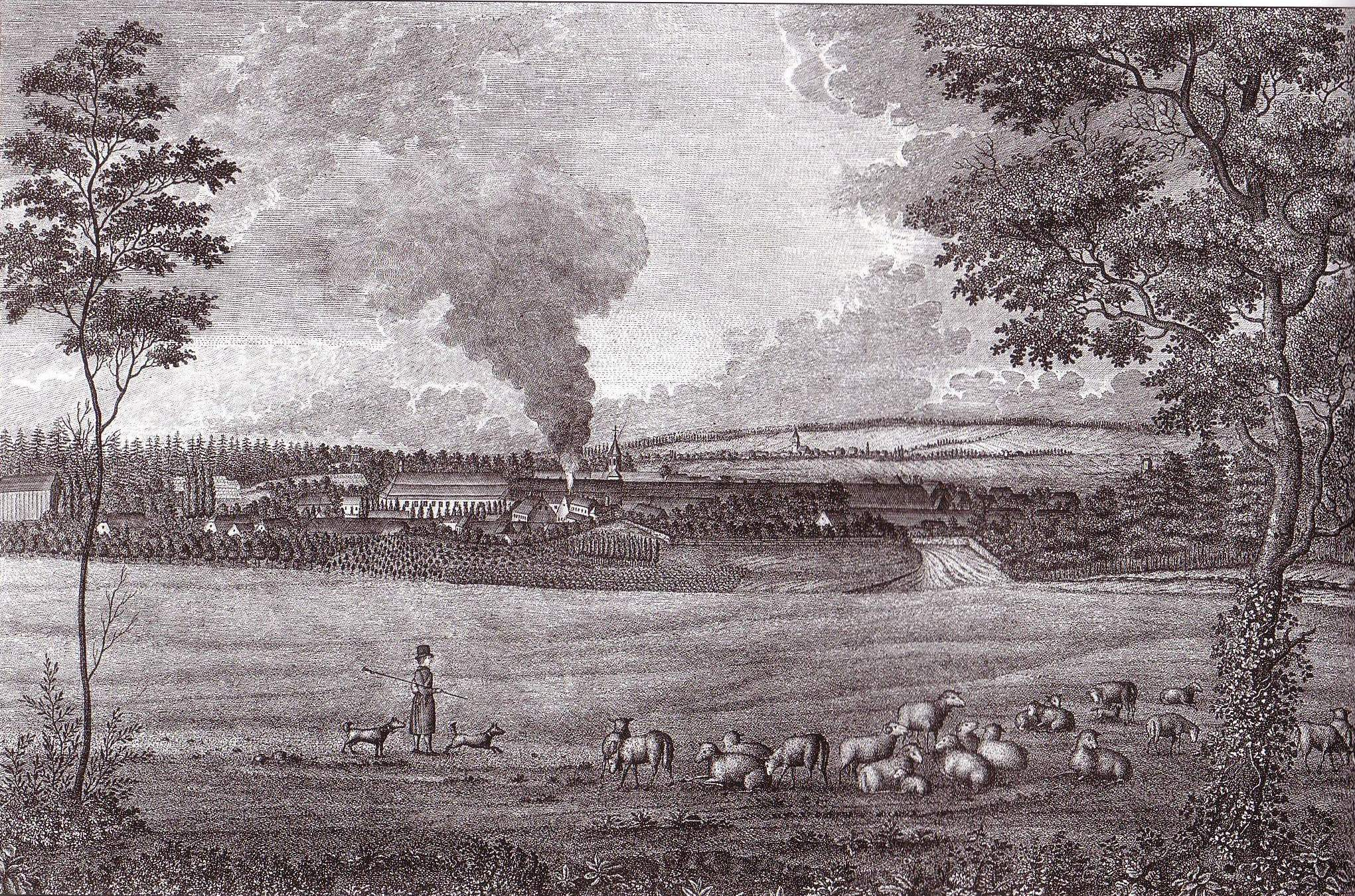
Ansicht der Gewerbeanstalten von Althaldensleben um 1835, Kupferstich von W. Ries. Die zu diesem Zeitpunkt bereits nicht mehr bestehende Zuckerfabrik war bis 1820 teilweise in dem großen, hellen (ehemaligen) Klostergebäude in der Ensemblemitte untergebracht

Die Zuckerfabrik Nathusius (auch als Zuckerfabrik Althaldensleben oder Runkelrübenzucker-Fabrik bezeichnet) bestand von 1812 bis 1820 und war ein Teil der Nathusius Gewerbeanstalten in Althaldensleben. Sie wurde während der Kontinentalsperre gegründet, war zu ihrer Zeit die größte und modernste Zuckerfabrik Preußens und diente dem preußischen Staat als Untersuchungsobjekt zu einer Musteranstalt. Nachdem das preußische Finanzministerium sich entschied, die junge Rübenzuckerindustrie in Preußen trotz Aufhebung der Kontinentalsperre nicht zu unterstützen, stellte die Zuckerfabrik in Althaldensleben 1820 als letzte der preußischen Zuckerfabriken ihren Betrieb ein.
Die achtjährige Geschichte der Zuckerfabrik Nathusius zeigt besonders deutlich die Auswirkungen der dogmatisch vorgeprägten liberalen Zoll-, Steuer-, Gewerbe- und Agrarpolitik Preußens auf die junge und technisch unausgereifte, gegen übermächtige Konkurrenz aus Großbritannien ankämpfende Rübenzuckerindustrie ab 1814.

## Vorgeschichte
Franz Karl Achard hatte bereits 1802 die erste preußische Zuckerfabrik auf Gut Cunern (Konary) gebaut und in Betrieb genommen. Dieser folgte bald eine zweite von seinem Schüler Moritz Freiherr von Koppy in Krain in Schlesien.
Im November 1806 verhängte Napoleon per Dekret über das Festlandeuropa die Kontinentalsperre für englische Handelswaren. Als Folge wurde der damals verwendete importierte Rohrzucker knapp und teuer. Entsprechend stieg das staatliche wie auch das unternehmerische Interesse an der Entwicklung einer inländischen Zuckerfabrikation. In den folgenden sieben Jahren führte die Abschottung vom Rohrzuckermarkt zu einem starken Aufschwung der noch jungen Rübenzuckerindustrie in Kontinentaleuropa. Schnell entstanden vielerorts kleine, häufig primitive Fabriken, die einen schlecht schmeckenden, braunen und klebrigen Zucker aus Runkelrüben herstellten.
Im Jahr 1810 hatte der Magdeburger Kaufmann und Tabakproduzent Johann Gottlob Nathusius das säkularisierte Klostergut Althaldensleben erworben. Damit begann die Entstehung der Nathusius Gewerbeanstalten. In den folgenden Jahren errichtete Nathusius in Althaldensleben wie auch in dem benachbarten Hundisburg verschiedene Handelsgewerbe und Manufakturen. Zunächst konzentrierte er sich auf eine Verbesserung der land- und viehwirtschaftlichen Methoden sowie der Verarbeitung der dort gewonnenen Erzeugnisse. Schnell wurde er deshalb auf die gerade entstehende Zuckerindustrie aufmerksam. In Magdeburg bestanden damals bereits zwei Zuckerfabriken, aber die neue Fabrik, welche Nathusius in Althaldensleben plante, sollte erstmals Rübenzuckerprodukte in derselben Qualität wie bislang aus Rohrzucker gewonnen, herstellen.

## Gründung
„Nun komme ich auf die Geschichte meiner Zuckerfabrik aus Runkelrüben. Ob ich zwar in meinen früheren Verhältnissen keine Neigung hatte, eine dergleichen Fabrik anzulegen, weil ich vor dem Kriege 1807 so ausgebreitete andere Fabrik- und Handlungsgeschäfte betrieb, so interessierte mich doch die Sache an sich. Ich las fast alles, was darüber geschrieben wurde. Es genügte mir aber nichts. Selbst Versuche zu machen, hatte ich keine Zeit. Außer Brauerei und Branntweinbrennerei schien mir denn auch eine Zuckerfabrikation aus Runkelrüben zweckmäßig zu sein. … Im Frühjahr 1812 wurde mit der Kultur der Rüben der Anfang gemacht und zu gleicher Zeit begann der Bau, die Einrichtung der Fabrik und die Anfertigung der Maschinen … Presse war ganz nach Vorschrift, welche sich in Archards Europäischer Zuckerfabrikation findet.“

Nach ersten Kleinversuchen auf einem Blumentopfuntersatz in der Ofenröhre seines Wohnzimmers im Schloß Hundisburg konnte Nathusius 1812 den Goslarer Apotheker Julius Heinrich Friedrich Lohmann, ein späteres Mitglied der naturforschenden Gesellschaft in Halle, als Direktor seiner entstehenden Zuckerfabrik gewinnen. Die im obigen Zitat erwähnte Presse nach Achards Konstruktionsvorgaben stellte sich schnell als wenig ausgereift heraus und wurde von modifizierten Zylinderpressen aus Nathusius’ Tabakfabrik in Magdeburg ersetzt.
Dennoch leistete die Fabrik im Versuchsbetrieb unter Lohmann bereits Beachtliches und so entschied Nathusius sich 1813, die Fabrik als neuen Betriebszweig aufzunehmen. Die Kultivierung der Rüben zu mehr Zuckermasse übernahm der erfahrene Althaldensleber Gärtner Heinrich Reinhard.

### Fabrikgebäude
Die Zuckerfabrik wurde unter weitgehender Ausnutzung bestehender Gebäudesubstanz in den Anlagen des ehemaligen Althaldensleber Klosters und dessen Gutshofes errichtet. Im alten Klostergebäude wurden Produktionsanlagen sowie Lager (Westflügel) errichtet. Für die Verdampferanstalt wurde im vormaligen Kreuzganghof der Klausur ein neues Gebäude errichtet.
Zeitgenössische Beschreibungen zur Fabrik:

„Herr Nathusius hat zu der Zuckerfabrik seine in gutem Stande befindlichen Kloster-Gebäude zu Althaldensleben sehr zweckmässig benutzt und außer der veränderten innen Einrichtung nur ein ganz neues Gebäude auf der Mitte des inneren Kloster-Hofes hinzugefügt.“

Die technische Ausstattung der Fabrik umfasste 1815 elf doppelte Reiben, zehn Schrauben-Pressen, vier Klärkessel, sieben Verdampfpfannen, sechs weitere Pfannen, drei Kessel, rund 2.000 Topf-, Candis-, Bastard- und Geschirrformen sowie rund 2.000 ungleicher Bütten. Außerdem gab es eine allerdings noch nicht betriebsfähige Dampfmaschine, die Reiben und Pressen antreiben sollte. Zu dem Zeitpunkt waren 40 Personen inklusive Zuckersiedern bei schlechter Auslastung in der Fabrik beschäftigt.

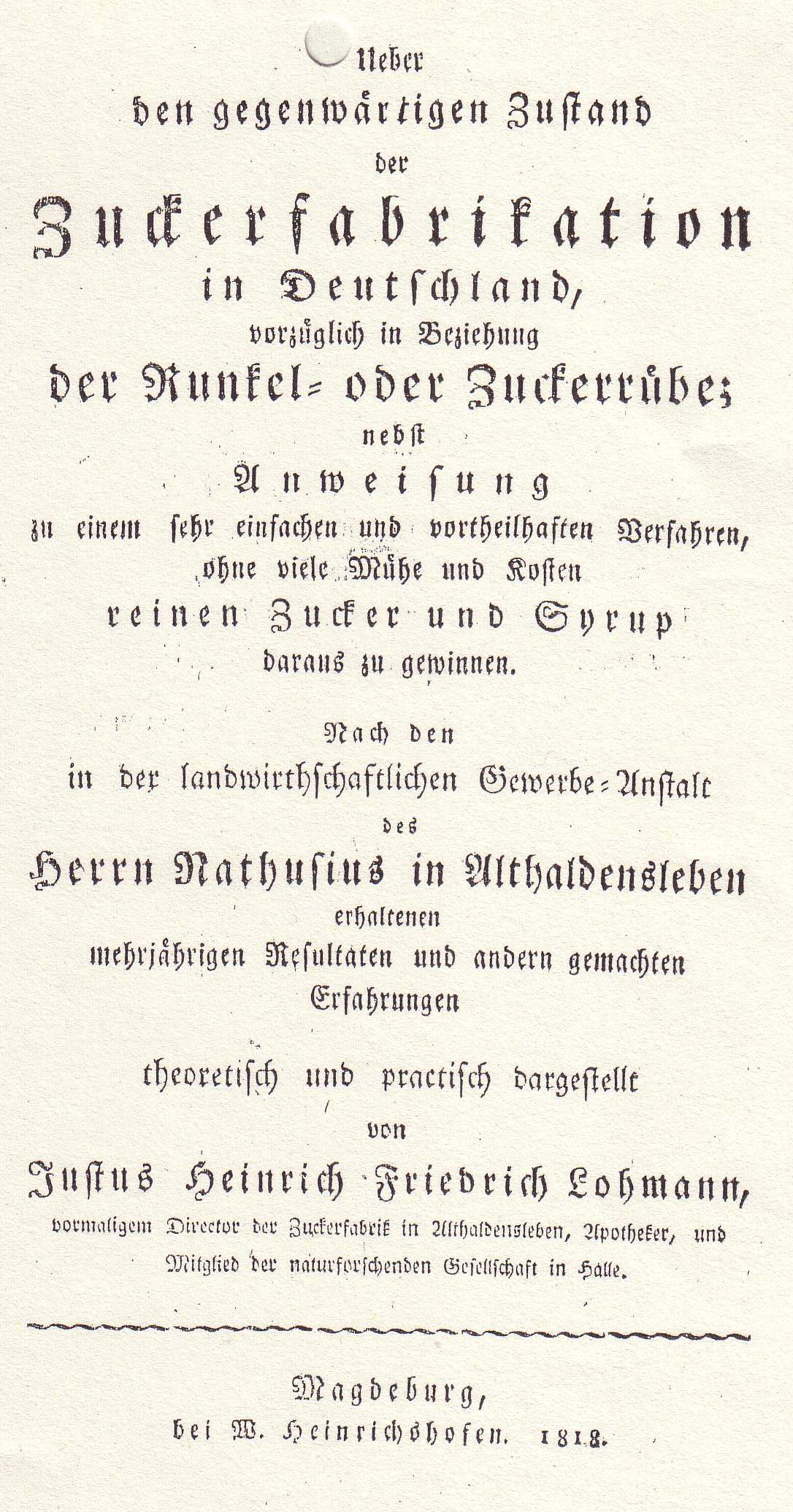
Veröffentlichung des Mitglieds der naturforschenden Gesellschaft in Halle, J.H.F. Lohmann

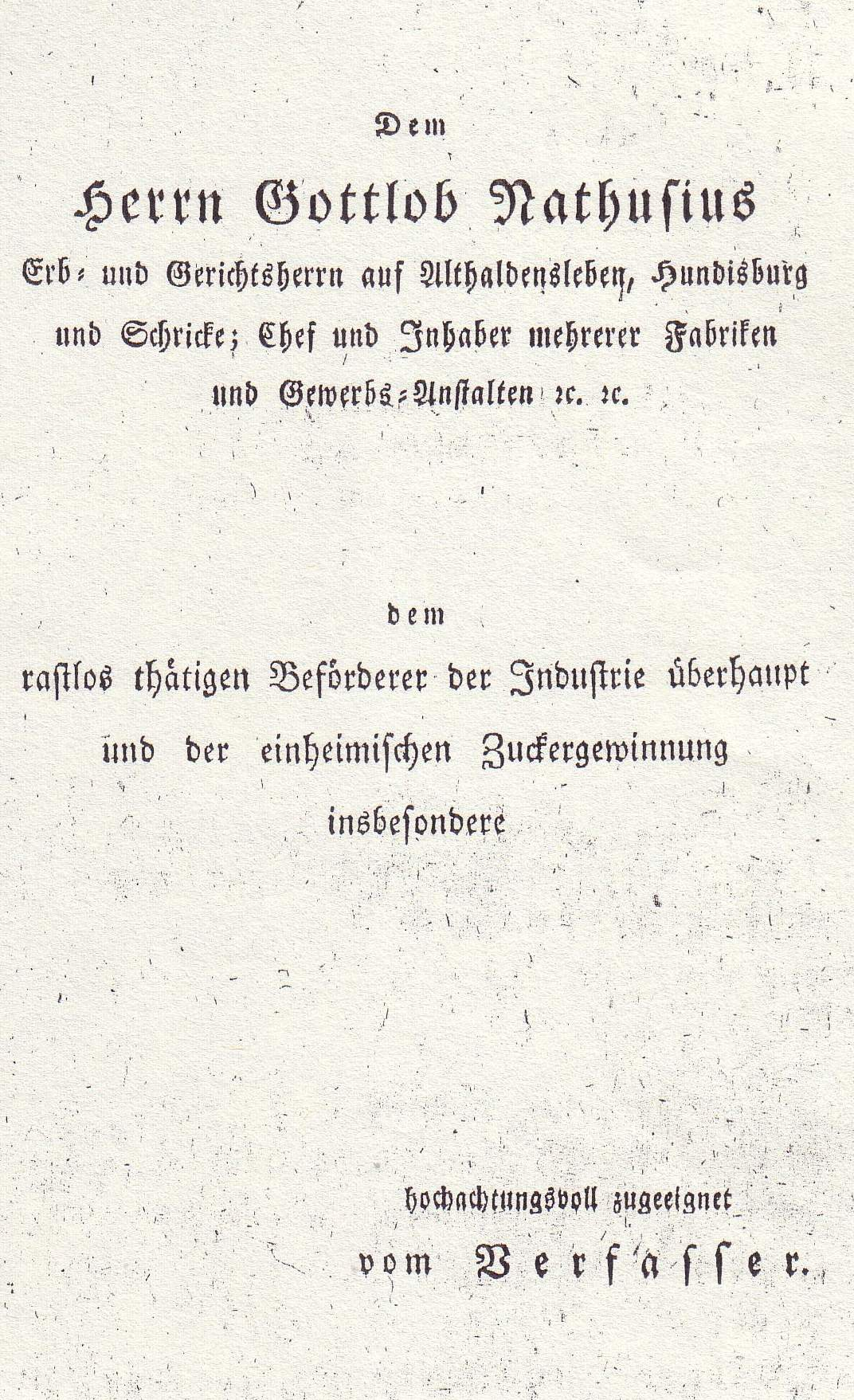
Widmung des Werkes an den ehemaligen Arbeitgeber, Johann Gottlob Nathusius

## Höhepunkt
Zunächst wurde in Althaldensleben mit dem aus anderen Fabriken bereits bekannten Pressverfahren gearbeitet. Dazu wurden die Rüben auf Karottenreibern zermalmt und zerrieben. Die so entstandene Masse wurde in Leinentücher eingeschlagen, in Form von Paketen übereinander gestapelt und schließlich als Stapel in einer Presse ausgepresst.
Mittels Einsatzes einer hydraulischen Presse sowohl zum Mahlen wie zum Entsaften sollte das Ergebnis deutlich gesteigert werden. Versuche ergaben, dass mit der neuen Produktionsvariante aus einem Zentner Rüben 4 kg Sirup erzielbar waren, auf die 1/3 Melasse und 2/3 Zuckermasse entfielen. Die Qualität der so gewonnenen Zuckerprodukte (Raffinat, Meliszucker, Farin, Rohzucker) war vergleichbar mit dem alten Pressverfahren. Das Ergebnis bezogen auf Produktionsgeschwindigkeit wie auch die Menge war besser als das aller anderen deutscher Zuckerfabriken.

„Besonders zeichnet sich der um die Vervollkommnung so vieler landwirthschaftlicher Gewerbe höchst verdiente Herr Nathusius, Erbherr auf Alt-Haldensleben, Hundisburg, etc. in der Fabrikation des Zuckers aus Runkelrüben aus, der solche, ohne weder Mühe, noch Kosten zu scheuen, zur höchsten Vollkommenkeit gebracht hat.“

Bereits 1813 war Althaldensleben die fortschrittlichste Rübenzuckerfabrik Preußens. Schon in der zweiten Kampagne (ab Herbst 1813) erzielte man beim Absatz der Produkte gute Ergebnisse. In dem frühesten überlieferten Bericht über Nathusius’ Rübenzuckerfabrik vom Dezember 1813 wird folgendes mitgeteilt:

„In diesen Tagen erst besuchte ich nun Gottlob Nathusius’s Fabrik. Die Reibemaschinen, die Pressen, die Art, den Saft zu klären, der Zusatz des Kalks war ganz von Dem verschieden, was ich bisher sahe. Sein Rohzucker war goldgelb, statt dass aller übrige, den ich bis dahin sah, von der noch an den Krystallen hängenden Melasse schwarz-braun war. Sein Resultatenbuch, wie er es nennt, zeigte den täglichen Gewinn an Saft, an Rohzucker und anderen Producten, und ich erstaunte, als ich sah, wie viel höher er Alles gebracht hatte, als ich es bisher nach den Angaben der Fabrikanten und nach meiner eigenen Erfahrung befunden hatte.“

In diesem Jahr wurden auf dem Althaldensleber Gut 73 Morgen Runkelrüben angebaut, weitere 43 Morgen in der Hundisburger Landwirtschaft. 1814 wurde bereits auf 144 Morgen angebaut, von dem Ertrag wurden 6.563 Zentner Rüben verarbeitet und daraus 210 Zentner Rohzucker gewonnen. 1815 erweiterte Nathusius die Anbaufläche auf 184 Morgen. Die Ernte betrug 8.464 Zentner, die 296 Zentner Rohzucker erbrachten.
Die Produkte der Nathusius Zuckerfabrik wurden auch außerhalb der Region nachgefragt. So lieferte man im April 1815 fünf kleine Partien Raffinaden und Kandis in Mengen zwischen 20 und 60 Pfund nach Loburg. Ebenfalls von 1815 ist ein Verkauf nach Berlin dokumentiert an die Firma Walcker: ... vier Fass Raffinade im Gesamtgewicht von sechs Zentnern und 29 Kisten Kandis mit Gesamtgewicht von 9 Zentnern und 20 Pfund ....
Wie auch einige andere Zuckerproduzenten erweiterte Nathusius die Produktion in seiner Zuckerfabrik um die Verwertung von Nebenprodukten, vor allem der Zuckermelasse, zu Branntwein und Essig.

## Niedergang
Mit dem Sturz Napoleons und der einhergehenden Aufhebung der Kolonialsperre im Jahr 1814 überschwemmten die jahrelang gelagerten Rohrzuckerbestände den europäischen Markt und die vorher konkurrenzgeschützten deutschen Fabriken mussten einen erheblichen Preisverfall bei Zuckerprodukten verkraften. In der Folge schlossen in Frankreich viele und in Deutschland fast alle Rübenzuckerfabriken. 1818 beendete die letzte der ursprünglich einmal 18 Zuckerfabriken in Magdeburg die Produktion.
Zunächst versuchte Nathusius, die Althaldensleber Fabrik über die Entwicklung noch effektiverer Produktionsmethoden zu halten. Ein Plantageninspektor aus Surinam besuchte 1817 die Fabrik und gab neue Anregungen bezüglich der Klärung des Rübensaftes. Auch wenn dabei Fortschritte erzielt wurden, konnte die negative Erlösentwicklung im liberalisierten Zuckermarkt nicht ausgeglichen werden. Über diese Zeit des wachsenden technischen Erfolges und der gleichzeitig schrumpfenden finanziellen Erlöse in seiner Fabrik bemerkte Nathusius am 30. April 1816 in einem Brief an das preußische Finanzministerium als Erklärung für seine Fabrikgründung und sein Bemühen, die Fabrik trotz der finanziellen Schwierigkeiten weiter zu betreiben:

„Keine Belohnung vom Staat, nicht Rang und Titel noch irgend eine andere Auszeichnung hat mich zu den Aufopferungen veranlasst, welche der Erhaltung dieses Industriezweiges unter den bisherigen ungünstigen Umständen notwendig machte. Nur allein die Überzeugung und die Aussicht, dem Vaterlande so wie dem Kontinent überhaupt eine solche vorzügliche Quelle des Nahrungsstandes, durch welche nicht nur die Industrie, sondern auch die Landeskultur erhöht wird, zu sichern und uns von den Produktionen entfernter Gegenden unabhängig zu machen, war es, was meine Bemühungen leitete und der höchste Gewinn wird es für mich sein, überall Nacheiferung erweckt und der Nachwelt einen Industriezweig überliefert zu sehen, der segnend auf künftige Geschlechter wirken wird.“

Vordergründig war der aus der Konkurrenz des billigen Rohrzuckers resultierende Preisverfall das größte Problem der Rübenzuckerfabrikanten. Das eigentliche Hindernis zu einer konkurrenzfähigen Preisgestaltung war jedoch der Mangel an hochwertigem Saatgut sowie geeigneten Maschinen, welche die Rüben zerkleinern und auspressen sollten. Die damals erhältlichen Geräte waren nicht stark genug, einen wirtschaftlich ausreichenden Anteil an Zucker aus den Rüben zu gewinnen. Nathusius bemühte sich, durch die kostenfreie Abgabe des damals besten Saatgutes an Lieferanten sowie den kostspieligen Ankauf und später sogar die Eigenentwicklung von Maschinen die Erträge seiner Fabrik zu steigern. Der ehrgeizige Versuch, in der eigenen Maschinenfabrik neben Pressen auch noch Dampfmaschinen zu entwickeln, scheiterte jedoch.
Als letzte der preußischen Zuckerfabriken musste die Althaldensleber Fabrik Ende des Jahres 1820 aufgeben. Am 2. Dezember erfolgte nach Unterlagen der Zoll- und Steuerdirektion Magdeburg die letzte registrierte Sendung von Zuckerprodukten (1 Zentner und 8 Pfund Raffinade) an einen Grafen von Dzialkowsky. Es wurde auf die Verarbeitung (Raffinerie) von Rohrzucker umgestellt.
Zu Nathusius’ Lebzeiten wurde die Rübenzuckerproduktion in Althaldensleben nicht mehr aufgenommen. Die Fabrikausrüstung wurde kurz vor seinem Tod (1835) an eine neugegründete Anlage des Beamten und Unternehmers Joseph von Utzschneider in Erding bei München verkauft.

## Zweiter Anlauf
Im Jahr 1834 entstand der Deutsche Zollverein. Damit verbunden war die Einführung einer drastischen Einfuhrsteuer auf Rohrzucker. In Folge kam es zu einer zweiten Gründungswelle in der Rübenzuckerbranche, die diese Industrie endgültig durchsetzen sollte. Schon im Jahr 1836 produzierten bereits 122 Fabriken in Deutschland wieder Rübenzucker.
Nach dem Tod Johann Gottlob Nathusius’ 1835 übernahm zunächst der zweitälteste Sohn Philipp die Verwaltung des Althaldensleber Gutsbetriebs und der dort noch vorhandenen Gewerbebetriebe. 1848, ein Jahr, bevor er Althaldensleben an seinen jüngeren Bruder Heinrich abtrat, gründete er gemeinsam mit dem älteren Bruder Hermann, der bereits 1830 den Hundisburger Gutsbetrieb übernommen hatte, in Althaldensleben erneut eine Zuckerfabrik. Sie bestand bis 1878.

## Bedeutung
In mehrfacher Hinsicht kam der – wenn auch nur kurzlebigen – Nathusius’schen Zuckerfabrik eine besondere Bedeutung für die Entwicklung der Rübenzuckerindustrie in Preußen zu. Zunächst einmal übertraf die Qualität der dort hergestellten Erzeugnisse bisherige Resultate und führte so zu einer größeren Akzeptanz des neuartigen Verfahrens. In den Neuen Annalen der Mecklenburgischen Landwirthschaftsgesellschaft wurde dazu festgestellt, dass Nathusius in der Lage sei, das Misstrauen gegenüber Rübenzucker abzubauen, da die Produkte äußerlich und geschmacklich nicht mehr von der Rohrzuckerraffinade unterschieden werden könnten.
Auch diente die Zuckerfabrik in Althaldensleben als Vorbild für die Errichtung solcher Betriebe anderswo. So hatte beispielsweise Alexander Graf von der Schulenburg-Emden im benachbarten Emden nach dem Althaldensleber Vorbild eine eigene Fabrik bauen lassen. Offenbar war sie aber nicht so komplett ausgestattet wie Nathusius’ Fabrik, da Schulenburg weder Raffinaden noch Kandis produzierte, sondern Rohzucker und Zuckermasse an seinen Nachbarn nach Althaldensleben verkaufte.
Darüber hinaus wirkte die Nathusius’sche Fabrik indirekt auf die Industrialisierung der Region. Anders als im Rheinland oder in Sachsen setzte die Industrialisierung im Mittelgebiet Preußens (Sachsen-Anhalt) erst etwas später ein. Im Gegensatz zu diesen Gegenden wirkte in Sachsen-Anhalt die Zuckerrübe (die wegen der geeigneten Böden vor allem dort angebaut wurde) als Auslöser des Maschinenbaus. Gerade die Rübenzuckerproduktion mit dem Bedarf an schweren Produktionsmaschinen hatte bei Nathusius zu dem Wunsch geführt, solche Maschinen statt des teuren Imports selber herzustellen. Auch anderswo in Sachsen-Anhalt entstanden so erste Maschinenhersteller.
Der Chemiker und Technologie-Professor Sigismund Friedrich Hermbstädt, Verfechter der Rübenzuckerproduktion und Anhänger der Nathusius’schen Produktionsmethoden sowie Berater der preußischen Regierung, regte im Vorfeld der absehbaren Aufhebung der Kontinentalsperre 1814 eine Untersuchung zur Wirtschaftlichkeit und Konkurrenzfähigkeit der Rübenzuckerindustrie an.

### Das staatliche Gutachterverfahren von 1814
Trotz der offiziellen Aufhebung der Kontinentalsperre am 6. April 1814 war der Preußische Staat noch immer auf der Suche nach einer mustergültigen Fabrik („Normal-Fabrik-Anlagen“) zur Rübenzuckererzeugung. Dieser Wunsch ging auf den preußischen Finanzminister Hans Graf von Bülow und den Staatskanzler Karl August Fürst von Hardenberg zurück, die die preußische Rübenzuckerindustrie zunächst aufrechterhalten wollten. Auch der damalige Vorsitzende der Halberstädter Gouverments-Commission und spätere preußische Finanzminister Friedrich von Motz war daran interessiert. Nachdem man aufgegeben hatte, die von Achard angelegte Produktionsstätte als Musterfabrik zu betrachten, sollte eine andere gefunden werden, die unter den neu eingetretenen wirtschaftspolitischen Verhältnissen des freien Handels als praktisches Vorbild empfohlen werden konnte. Zunächst wurde ein Hauptmann Leberecht von Bülow beauftragt, die Zukunft der Rübenzuckerindustrie zu beurteilen und einen geeigneten Betrieb zur Begutachtung vorzuschlagen. Nachdem er die Fabrik des Johann Gottlob Nathusius ausgewählt hatte, wurde eine Kommission zur Überprüfung des Bülow’schen Vorschlages einberufen. Ihr gehörten unter anderem der Agrarwissenschaftler und Staatsrat Albrecht Daniel Thaer, der Geheime Oberregierungsrat des Innenministeriums Gottlob Johann Christian Kunth (beide als Leiter der Kommission) und der Artillerie-Hauptmann und Chemie-Professor Tunte an.
Thaers Gutachten mit dem Titel Bericht über die Runkelrüben-Zuckerfabrik des Herrn Nathusius zu Alt-Haldensleben lag am 20. Oktober 1814, vier Wochen nach Erteilung des Auftrages, vor. Seine Beurteilung der Althaldensleber Fabrik fiel zwar sehr positiv aus, insgesamt kam Thaer aber zum Schluss, dass die Rübenzuckerproduktion für Preußen keinen Sinn mache.
Hermbstädt dagegen sah in der Althaldensleber Fabrik den Grundstein zu einer Neuordnung des Zuckerwesens in Europa:

„Nathusius allein wird es der preußische Staat, ja ganz Europa zu verdanken haben, wenn in einem Zeitraum von 30 Jahren kein indischer Zucker mehr gebraucht wird. Die Verarmung wird die Regierungen dazu zwingen.“

Auch nach Aufhebung der schützenden Kontinentalsperre schien die Althaldensleber Fabrik so fortschrittlich, dass sie von Hermbstädt als konkurrenz- und damit überlebensfähig eingeschätzt wurde:

„Und es wird hinreichend seyn, diesen Mann zu nennen, um jeden Gutsbesitzer, der viele Ländereien hat, darauf aufmerksam zu machen, die Vortheile zu theilen, die die gute Sache verursacht. Auch versichert Herr Nathusius mir dabei, daß der Zucker aus Runkelrüben zu dieser Zeit mit dem Indischen im Preise Concurrenz halten wird, ohne Erhöhung des Komposts oder eine andere Auflage, nöthig zu machen.“

Diese Vorhersage sollte sich aufgrund der sich entwickelnden Verhältnisse, besonders des Mangels an staatlicher Förderung der jungen Industrie, nicht erfüllen.

### Der Raffinationsvergleich
Als weiteren Versuch, die preußische Regierung von den Althaldensleber Produktionsmethoden zu überzeugen, vereinbarte Nathusius am 14. Februar 1815 mit der für die hohe Qualität ihrer Rohrzucker-Erzeugnisse bekannten Rohrzuckersiederei Schicklers Erben in Berlin einen Raffinationsvergleich. Es sollten je 30 Zentner Rohzucker aus Runkelrüben des Jahres 1814 bei Schickler und in Althaldensleben zu feiner Raffinade verarbeitet werden. Die Klär- und Siedearbeiten begannen am 28. April 1815 und zogen sich bis zum 17. November 1815 hin. Die Ergebnisse der in Berlin durchgeführten Verarbeitung erbrachten 44 Kilogramm weniger Raffinade als bei der Althaldensleber Herstellungsweise. Die Erzeugnisse des Siedevergleiches wurden dem preußischen Finanzministerium vorgelegt, konnten aber nichts mehr an der auf dem Thaer’schen Bericht basierenden Ablehnung des Staates einer zukünftigen Förderung der Rübenzuckerindustrie ändern.